# Johann Mangès
Johann Baptist Mangès (* 30. Januar 1836 in Bitsch; † 12. Mai 1918 in Metz) war katholischer Geistlicher und Mitglied des Deutschen Reichstags.

## Leben
Mangès besuchte das Gymnasium in Bitsch und studierte Philosophie und Theologie im Priesterseminar in Metz. Danach war er Kaplan in Saargemünd von 1866 bis 1869 und Pfarrer in Mutterhausen von 1869 bis 1873. Anschließend war er Pfarrer in Walschbronn bis 1888 und seitdem in Saargemünd Stadtpfarrer und Ehrendomherr.
Von 1890 bis 1893 war er Mitglied des Deutschen Reichstags für den Wahlkreis Reichsland Elsaß-Lothringen 12 (Saargemünd, Forbach). Er war Mitglied der Elsaß-Lothringischen Protestpartei.